# Kaori Ito
Kaori Ito (Tokio, 1979) es una bailarina, coreógrafa y cineasta japonesa.

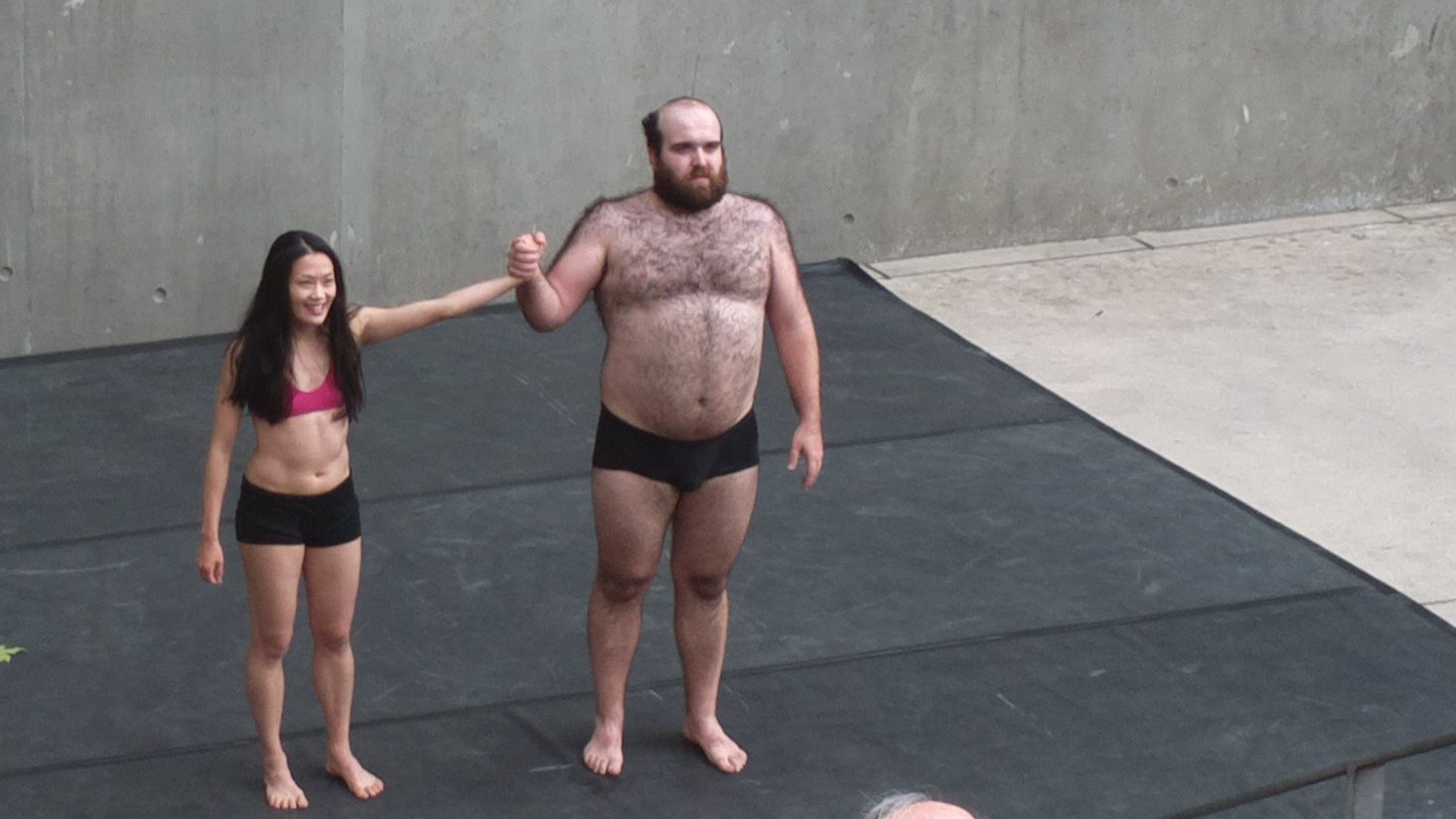
Kaori Ito y Olivier Martin-Salvan en Religieuse à la fraise (París, julio de 2014)

Artista multidisciplinar y polifacética, que interviene por igual en el mundo del teatro y en el del vídeo, «a veces con bailarines y coreógrafos, otras con comediantes, preparadores de actores o incluso videógrafos». Ha trabajado principalmente con los coreógrafos Angelin Preljocaj, Alain Platel, Philippe Decouflé, James Thierrée y Sidi Larbi Cherkaoui, así como con los directores de teatro Denis Podalydès y Guy Cassiers. Ha sido descrita como «una de las intérpretes más apasionantes de su generación», e incluso se la ha definido como un «prodigio».

## Biografía
Ito nació en Tokio en 1979, hija de un escultor y una diseñadora de joyas. Con ocho años empezó a estudiar danza clásica, bajo la dirección del coreógrafo japonés Syuntoku Takagi, y continuó con esta formación hasta los dieciséis años. Dos años después fue reconocida por el crítico Ryouiti Enomoto como Mejor Bailarina y Coreógrafa Joven, por su interpretación como solista en el ST Spot en la ciudad japonesa de Yokohama.
En el año 2000 se matriculó en el Purchase College de la Universidad Estatal de Nueva York. Volvió a Japón, donde se graduó en Sociología, y en 2002 recibió el premio de la Fundación de la Ciudad de Yokohama por su coreografía Yokohama Dance Collection, antes de volver nuevamente a los Estados Unidos, donde estuvo viviendo algún tiempo hasta que se instaló en París en 2003.
A partir de su encuentro con Philippe Decouflé en el espectáculo Iris, que estuvo de gira durante dos años y en el que Ito representa el papel principal, se multiplicaron su colaboraciones en Europa con los nombres más relevantes del mundo de la danza. En 2006, se unión a la compañía 'Ballet Preljocaj' de Angelin Preljocaj en la ciudad francesa Aix-en-Provence, con la que estuvo durante cuatro temporadas. Después trabajó en varias ocasiones con James Thierrée, en 2010 se integró en la compañía de danza contemporánea 'Les Ballets C de la B' de Alain Platel, y en 2012 Aurélien Bory creó para ella un papel solista en la obra titulada Plexus.
Paralelamente, Ito creó en 2008 su primer espectáculo, titulado Noctiluque, en el Théâtre de Vidy en la ciudad de Lausana, y continuó con ese trabajo de coreógrafa desarrollando un espectáculo anual. En 2015, formó parte del equipo que desarrolló la película de Alejandro Jodorowsky, 'La poesía sin fin'.

## Danza
Como bailarina
- 2003: Iris de Philippe Decouflé
- 2005: Les quatre saisons de Angelin Preljocaj
- 2007: Au revoir Parapluie de James Thierrée
- 2009: The House of Sleeping Beauties, ópera de Guy Cassiers, Kris Defoort y Sidi Larbi Cherkaoui
- 2009: Raoul de James Thierrée
- 2010: Out of Context de Alain Platel
- 2012: Tabac Rouge de James Thierrée
- 2012: Plexus de Aurélien Bory (con papel solista creado para Kaori Ito)
- 2013: Asobi (jeux d'adulte), coreografía y puesta en escena de Kaori Ito, con la compañía 'Les Ballets C de la B'
- 2014: Religieuse à la fraise con Olivier Martin Salvan
- 2015: Je danse parce que je me méfie des mots con Hiroshi Ito

Como coreógrafa
- 2008: Noctiluque
- 2009: SoloS
- 2010: Island of no Memories con Aurélien Bory (solista)
- 2011: Deux cordes, une voix
- 2012: Plexus de Aurélien Bory
- 2013: Asobi (jeux d'adulte), con la compañía 'Les Ballets C de la Bavec'
- 2014: Religieuse à la fraise con Olivier Martin-Salvan
- 2015: Je danse parce que je me méfie des mots con Hiroshi Ito

## Teatro
- 2011: Le Cas Jekyll 2 de Christine Montalbetti, puesta en escena de Denis Podalydès
- 2012: El burgués gentilhombre, puesta en escena de Denis Podalydès
- 2012: L'Homme qui se hait, puesta en escena de Denis Podalydès

## Cine
- 2008: Le Bruit des gens autour de Diastème (película en la que se asiste a Sidi Larbi Cherkaoui en la coreografía)

## Vídeo
- 2004: Carbon Monoxide, película de baile, 7 min.[12]
- 2006: The Sea is Calm,  película de baile, 6 min.[13]
- 2006: Niccolini,  película de baile, 11 min.[14]